# Massacre de Carandiru
Pour les articles homonymes, voir Carandiru (homonymie).
Le massacre de Carandiru s'est produit le 2 octobre 1992 au sein de la prison de Carandiru à  São Paulo au  Brésil où les conditions d'incarcération déplorables provoquent une mutinerie des détenus présents dans le pavillon 9.

## Déroulement
Le 2 octobre 1992, une bagarre entre détenus éclate et dégénère en une mutinerie par rapport aux conditions de détention en raison notamment de la surpopulation carcérale.  
Les autorités decidèrent, face au risque provoqué par l'émeute, de ne pas négocier et de donner directement l'assaut dirigé par la police militaire sous le commandement du colonel Ubiratan Guimarães.

## Bilan
Le bilan officiel est de 111 prisonniers tués dont 9 par arme blanche et le restant par balles. Les photos prises par la presse admise dans la cour du pénitencier, qui montrant des amoncellements de cadavres nus et ensanglantés, horrifient l’opinion publique. En parallèle, la presse révèle les détails du déroulement de l'opérations où il apparait que les mutins n’ont pas résisté et se sont rendus rapidement, ce qui est confirmé par l’absence de blessés parmi les 68 policiers participant à l’opération.

## Conséquences du massacre

### Prise de conscience de l'opinion publique
L’événement est considéré comme une violation majeure des droits de l’homme au Brésil. 111 prisonniers furent tués à la suite d’une rebellion.
Cette exécution massive d'homme désarmés, noirs ou métis dans leur grande majorité provoque un électrochoc dans la société brésilienne. En 1993, le chanteur Caetano Veloso s'inspire de la tragédie pour écrire la chanson Haiti, qu'il enregistre en duo avec Gilberto Gil.
Les survivants de Carandiru, transférés dans un autre centre pénitentiaire, à Taubaté, vont en parallèle créer le Premier Commando Capital, qui va devenir le groupe criminel le plus puissant du Brésil par la suite.

### Procès et condamnations
Le colonel Ubiratan Guimarães, qui avait commandé l’opération, fut d’abord condamné à 632 années de prison pour sa gestion de la situation, soit 6 ans par détenu tué. Mais le 16 février 2006, la cour de Justice accepta son argument disant qu’il suivait des ordres. Le colonel, bien qu'élu député, fut assassiné en septembre 2006. Le meurtre qui ne fut jamais élucidé et était accompagné de la mention suivante taguée sur un mur :"On récolte ce que l'on sème".
Par la suite, de nombreux autres militaires, membre de l'escouade, furent condamnés en 2013 à de lourdes peines après que la justice militaire brésilienne fut dessaisie du dossier d'instruction au bout de 20 ans de procédures. 
En avril 2013, 23 policiers impliqués dans le massacre ont été condamnés à 156 ans de prison chacun pour le meurtre de 13 détenus. En août 2013, 25 autres policiers impliqués dans le massacre ont été condamnés à 624 ans de prison chacun pour la mort de 52 détenus. En avril 2014, 15 policiers supplémentaires ont été condamnés à 48 ans de prison.  
Bien que les Nations unies aient exhorté le Brésil à rendre justice aux personnes les plus touchées par le massacre en septembre 2016, le tribunal a déclaré nul le procès sur le massacre de Carandiru. Aucun des agents condamnés n'a purgé sa peine. 

### Destruction
La prison est détruite en 2002 par dynamitage et transformée en parc. 

## Hommage

### Cinéma
Sorti en 2003, le film Carandiru est inspiré de cet événement.

### Musique
La chanson Manifest de Sepultura présente sur l'album Chaos A.D. relate les évènements survenus lors de cette journée[réf. souhaitée].